# ハリー・ポッターと炎のゴブレット (映画)
『ハリー・ポッターと炎のゴブレット』（Harry Potter and the Goblet of Fire）は、J・K・ローリングの2000年の同名小説を原作とする、監督マイク・ニューウェル、脚本スティーヴ・クローヴスによる、2005年のファンタジー映画である。この作品は『ハリー・ポッターとアズカバンの囚人』（2004年）の続編で、ハリー・ポッター映画シリーズの第4作である。この映画ではダニエル・ラドクリフがハリー・ポッター役で主演し、ルパート・グリントとエマ・ワトソンがそれぞれハリーの親友ロン・ウィーズリーとハーマイオニー・グレンジャー役を演じた。物語は、ハリーが炎のゴブレットによって三大魔法学校対抗試合の出場選手に選ばれる、ホグワーツ魔法魔術学校の4年目を描く。
暗い内容からアメリカではシリーズ初のPG-13（13歳未満には保護者の強い注意が必要）に格付けされた。
原作の「屋敷しもべ妖精解放戦線」の話は、映画版ではまるごと削られている。そのためドビーやウインキーも映画版には登場せず、鰓昆布を渡す役が、ドビーからネビルになっている。
本作で初めて英国人監督が起用された（1、2作目はアメリカ人のクリス・コロンバス、3作目はメキシコ人のアルフォンソ・キュアロン）。エンドクレジットの最後には、制作中に亡くなったキャスティング・ディレクター（Mary Selway）への追悼文が挿入されている。
なお、ビデオカセットの発売（セル・レンタル）はこの4作目が最後となり、次作以降のハリー・ポッターシリーズはすべてディスクメディア（DVD、UMD、Blu-ray Disc）での発売となっている。

## スタッフ
- 監督：マイク・ニューウェル
- 製作：デヴィッド・ハイマン
- 脚本：スティーブ・クローブス
- 音楽：パトリック・ドイル
- メインテーマ:ジョン・ウィリアムズ
- 視覚効果：シネサイト、インダストリアル・ライト&マジック、フレームストアCFC、ムービングピクチャー・カンパニー、ダブル・ネガティブ

## キャスト
| 役名                                     | 役名                                     | 俳優                           | 日本語吹替え |
| ---------------------------------------- | ---------------------------------------- | ------------------------------ | ------------ |
| ハリー・ポッター （タイトル・ロール）    | ハリー・ポッター （タイトル・ロール）    | ダニエル・ラドクリフ           | 小野賢章     |
| ロン・ウィーズリー                       | ロン・ウィーズリー                       | ルパート・グリント             | 常盤祐貴     |
| ハーマイオニー・グレンジャー             | ハーマイオニー・グレンジャー             | エマ・ワトソン                 | 須藤祐実     |
| セドリック・ディゴリー                   | セドリック・ディゴリー                   | ロバート・パティンソン         | 日野聡       |
| ビクトール・クラム                       | ビクトール・クラム                       | スタニスラフ・アイエネフスキー | 坂詰貴之     |
| フラー・デラクール                       | フラー・デラクール                       | クレマンス・ポエジー           | 小笠原亜里沙 |
| アラスター・ムーディ                     | アラスター・ムーディ                     | ブレンダン・グリーソン         | 小林修       |
| アルバス・ダンブルドア                   | アルバス・ダンブルドア                   | マイケル・ガンボン             | 永井一郎     |
| ミネルバ・マクゴナガル                   | ミネルバ・マクゴナガル                   | マギー・スミス                 | 谷育子       |
| ルビウス・ハグリッド                     | ルビウス・ハグリッド                     | ロビー・コルトレーン           | 斎藤志郎     |
| セブルス・スネイプ                       | セブルス・スネイプ                       | アラン・リックマン             | 土師孝也     |
| フィリウス・フリットウィック             | フィリウス・フリットウィック             | ワーウィック・デイヴィス       | 田村錦人     |
| アーガス・フィルチ                       | アーガス・フィルチ                       | デイビッド・ブラッドリー       |              |
| チョウ・チャン                           | チョウ・チャン                           | ケイティ・リューング           | 川庄美雪     |
| ドラコ・マルフォイ                       | ドラコ・マルフォイ                       | トム・フェルトン               | 三枝享祐     |
| ネビル・ロングボトム                     | ネビル・ロングボトム                     | マシュー・ルイス               | 上野容       |
| フレッド・ウィーズリー                   | フレッド・ウィーズリー                   | ジェームズ・フェルプス         | 尾崎光洋     |
| ジョージ・ウィーズリー                   | ジョージ・ウィーズリー                   | オリバー・フェルプス           | 尾崎光洋     |
| ジニー・ウィーズリー                     | ジニー・ウィーズリー                     | ボニー・ライト                 | 高野朱華     |
| コーネリウス・ファッジ                   | コーネリウス・ファッジ                   | ロバート・ハーディ             | 篠原大作     |
| ルシウス・マルフォイ                     | ルシウス・マルフォイ                     | ジェイソン・アイザックス       | 諸角憲一     |
| バーテミウス・クラウチ・シニア           | バーテミウス・クラウチ・シニア           | ロジャー・ロイド・パック       | 佐々木勝彦   |
| バーテミウス・クラウチ・ジュニア         | バーテミウス・クラウチ・ジュニア         | デイヴィッド・テナント         | 桐本琢也     |
| イゴール・カルカロフ                     | イゴール・カルカロフ                     | ペジャ・ビヤラク               | 清水明彦     |
| オリンペ・マクシーム                     | オリンペ・マクシーム                     | フランシス・デ・ラ・トゥーア   | 久保田民絵   |
| 嘆きのマートル                           | 嘆きのマートル                           | シャーリー・ヘンダーソン       | 坂本千夏     |
| アーサー・ウィーズリー                   | アーサー・ウィーズリー                   | マーク・ウィリアムズ           | 梅津秀行     |
| リータ・スキーター                       | リータ・スキーター                       | ミランダ・リチャードソン       | 勝生真沙子   |
| エイモス・ディゴリー                     | エイモス・ディゴリー                     | ジェフ・ラウル                 | 長克巳       |
| ビンセント・クラッブ                     | ビンセント・クラッブ                     | ジェイミー・ウェイレット       | 忍足航己     |
| グレゴリー・ゴイル                       | グレゴリー・ゴイル                       | ジョシュア・ハードマン         |              |
| マルフォイとダンスを踊るボーバトンの生徒 | マルフォイとダンスを踊るボーバトンの生徒 | ダニエル・クロックフォード     |              |
| シェーマス・フィネガン                   | シェーマス・フィネガン                   | デヴォン・マーレイ             | 渡辺悠       |
| ディーン・トーマス                       | ディーン・トーマス                       | アルフレッド・イーノック       | 山本隆平     |
| パーバティ・パチル                       | パーバティ・パチル                       | シェファーリ・チョウドリー     | 沢城みゆき   |
| パドマ・パチル                           | パドマ・パチル                           | アフシャン・アザド             | 斎藤千和     |
| アンジェリーナ・ジョンソン               | アンジェリーナ・ジョンソン               | ティアナ・ベンジャミン         | 松浦チエ     |
| ナイジェル・ウォルバート                 | ナイジェル・ウォルバート                 | ウィリアム・メリング           | 海鋒拓也     |
| アーニー・マクミラン                     | アーニー・マクミラン                     | ルイス・ドイル                 |              |
| ハンナ・アボット                         | ハンナ・アボット                         | Charlotte Skeoch               |              |
| ガブリエル・デラクール                   | ガブリエル・デラクール                   | アンジェリカ・マンディ         |              |
| フランク・ブライス                       | フランク・ブライス                       | エリック・サイクス             | 佐々木勝彦   |
| クラッブ                                 | クラッブ                                 | フィリップ・ラーム             |              |
| ゴイル                                   | ゴイル                                   | リチャード・ロッソン           |              |
| ワルデン・マクネア                       | ワルデン・マクネア                       | アシュリー・アートス           |              |
| エイブリー                               | エイブリー                               | アレックス・パーマー           |              |
| ノット                                   | ノット                                   | イースター・フリエル           |              |
| シリウス・ブラック                       | シリウス・ブラック                       | ゲイリー・オールドマン         | 辻親八       |
| ホグワーツ特急のワゴン販売員             | ホグワーツ特急のワゴン販売員             | マーガリー・メーソン           |              |
| 判事補                                   | 判事補                                   | アラン・ワッツ                 |              |
| ジェームズ・ポッター                     | ジェームズ・ポッター                     | エイドリアン・ローリンズ       | 後藤敦       |
| リリー・ポッター                         | リリー・ポッター                         | ジェラルディン・ソマーヴィル   | 田中敦子     |
| ピーター・ペティグリュー                 | ピーター・ペティグリュー                 | ティモシー・スポール           | 茶風林       |
| ヴォルデモート卿                         | ヴォルデモート卿                         | レイフ・ファインズ             | 江原正士     |

- その他声の出演：伊丸岡篤、細野雅世、佐藤雄大、五味真由子、赤石広樹、高口公介、笹田貴之、濱野雅嗣、市来光弘、下野紘、成家義哉、沖田愛、堀江一眞、すずきまゆみ
- 日本語版制作スタッフ
  - 演出：木村絵理子、翻訳：岸田恵子、翻訳監修：松岡佑子
  - 調整：高久孝雄／金谷和美／池田裕貴、録音：田中和成／オムニバス・ジャパン
  - 日本語版制作：東北新社

## 制作

### 進展
『ハリー・ポッターと賢者の石』（2001年）と『ハリー・ポッターと秘密の部屋』（2002年）を監督したクリス・コロンバスは、『ハリー・ポッターとアズカバンの囚人』（2004年）の制作中に『ハリー・ポッターと炎のゴブレット』の映画化で再び監督をすることを当初考えていたが、コロンバスの子供たちが家族らしく父親と一緒に過ごしたがっていることに加え、最初の2作のためイングランドに引っ越してから子供たちが友達に会うためアメリカに戻りたがっているという理由から、最終的に辞退した。最初の3作を読むと、コロンバスは物語が暗くなっていくことに気づき、作者のJ・K・ローリングは、コロンバス、プロデューサーのデヴィッド・ハイマンおよび脚本家のスティーヴ・クローヴスに、続編の映画の撮影で彼ら自身で準備できるように、『炎のゴブレット』の彼女の意図に関する大量の原稿の写しを出版前に渡した。M・ナイト・シャマランは本作の監督を打診されたが、彼は『パイの物語』の映画化のほうに関心があった。『アズカバンの囚人』のアルフォンソ・キュアロン監督が『ハリー・ポッター』の映画は1本しか監督できないと発表したため、イギリスの映画監督マイク・ニューウェルが監督に選ばれた。監督の交代を説明する声明の中で、シリーズ・プロデューサーのハイマンは次のように述べている:
アルフォンソが『ハリー・ポッターとアズカバンの囚人』を完成させることに集中することを決めたとき、私たちは『ハリー・ポッターと炎のゴブレット』の複雑な挑戦に対応し、クリス・コロンバスやアルフォンソ・キュアロンの足跡を辿る監督を見つけるという気が遠くなるような仕事に直面しました。マイクの豊かで多様な一連の作品は、彼が完璧な選択であることを示しています。彼は子供たちと一緒に働き、私たちを笑わせ、そして私たちの席の端に座らせてくれました。彼は役者の扱いが上手く、すべての登場人物、すべての作品に素晴らしい人間性を吹き込んでいます。私はワクワクしています。
脚本の執筆は2003年4月に始められた。ハイマンは、『炎のゴブレット』のプリプロダクションは1本の映画としては長すぎると考えていた。彼は「私たちは1本の映画として撮影して、最後にどうなるか見てみるつもりです。もし長すぎるようなら2本にします。」と述べた。前作の脚本家であるクローヴスは、再び『炎のゴブレット』の脚本を担当した。636ページの本を1本の長編映画にしたことについて、クローヴスは「私たちは2本の映画になるといつも思っていましたが、2本に分ける方法が見つかりませんでした。ですので、本とは違う体験になるでしょう。」と述べている。コロンバスはハイマンに『炎のゴブレット』の長さを考えて2本に分けるように助言したが、ワーナー・ブラザースはその案に興味を示さなかった。ニューウェルは「原作に忠実なまま、長さを抑える」と同時に「スリラーとして1本の映画を作る方法がある」ことを見つけた。この映画の準備のために、ニューウェルは『北北西に進路を取れ』（1959年）、『パララックス・ビュー』（1974年）、『コンドル』（1975年）などの「陰謀スリラー」を観た。

### 衣装デザインおよび美術デザイン
衣裳デザイナーのジェイニー・ティーマイムは、『炎のゴブレット』の衣裳デザイナーとして復帰した:39。ティーマイムは、ボーバトン魔法アカデミーの制服を他校の落ち着いた色合いよりも目立つフレンチ・ブルーの絹で作った:13。制服の生地は「ホグワーツの女子生徒が着ている制限の多い制服とはまったく対照的に、彼女たちの体型にぴったりと合う」という。帽子は婦人帽子職人のフィリップ・トレーシーがデザインした。ダームストラング専門学校の制服は厚手のウールで作られ:13、真紅のローブと毛皮の帽子とケープを合わせていた。ティーマイムは、ハプスブルク家とロシアの民間伝承から着想を得た。ユールボール（クリスマス舞踏会）のために、ティーマイムは300着以上の衣装を創作した。ハーマイオニーのドレスは、作成に3ヶ月を要し、「おとぎ話のドレス」のようで、「愛らしさと魅力」のバランスを取りながら「品行方正」を保ち、ティーンエイジャーに相応しくありながら「少しセクシー」になるようにデザインされた。アラスター・ムーディのコートはマカロニ・ウェスタンから着想を得て、チームが1週間かけて「経年変化とダメージ加工を施し一生物のコートにした」。
前作に引き続き、スチュアート・クレイグがプロダクションデザイナーを、ステファニー・マクミランがセットデコレーターを務めた。映画の範囲のために、新しいセットや古いセットの変形が多く作られた。マクミランは、ユールボールの場面で大広間の外観を改めることに最も興奮した。小説に氷の宮殿と書かれていたように、彼らは「魔法の天井を氷で作り」、反射する銀で壁を覆って、装飾を「氷や銀に作り直す」ことを決めた。マクミランと、同じくセットデコレーターであるリー・サンデルズも「魔法の氷の彫刻、氷の飲み物、白く凍った食べ物」を作った:15–16。三大魔法学校対抗試合の各課題には、大規模なセットが必要だった。ハリーがハンガリー・ホーンテール種のドラゴンと対決する、最初の課題の岩場のセットはリーブスデン・スタジオの2つのセクションに作られた。クレイグはこのセットを「私たちがこれまで作った映画の中で最大のセットの1つ」と呼んだ:9。映画の水中シーンを含む第2の課題のため、撮影班は「約50万ガロンの水が入る」深さ20フィート (6 m)×60平方フィート (5.6 m2):11のブルー・スクリーン水槽を設計および作成した。これはヨーロッパ最大の水中撮影用水槽である。迷路の中で行われた最終課題に関しては、高さ20 to 40フィート (6–12 m)の生け垣の壁が作られ、CGで強調された。

### 撮影
主要撮影は2004年5月4日に正式に開始されたが、主演俳優による撮影はイギリスのリーブスデン・スタジオで2004年6月25日から開始され、2005年3月に終了した:9。
リーブスデン・スタジオ周辺の地域は、クィディッチ・ワールドカップの会場として使われ、アイビングホー・ビーコンやアッシュリッジ・ウッドで撮影され、登場人物が移動キーを使って落ちていった崖は、イースト・サセックス州シーフォードのセブンシスターズ・カントリーパークに位置する。着地シーン中に役者を宙吊りにするため、カービーワイヤが使われた。
ホグワーツの一部はオックスフォード大学で撮影された。ハリーと（のちにムーディにフェレットにされてしまう）マルフォイの対決は、ニュー・カレッジ回廊に囲まれた四角い中庭で撮影された。ディヴィニティ・スクールは、マクゴナガルがグリフィンドールの生徒にユールボールでの踊り方を教える部屋となり、前作ではホグワーツの医務室としても使われた。ユールボールの場面は、2004年12月に撮影された。 ホグワーツの湖の場面は、サリー州のバージニア・ウォーター湖で撮影された。
ハグリッドがハリーにドラゴンを見せる森はパインウッド・スタジオに隣接するブラック・パーク・カントリー・パークで撮影され、三大魔法学校対抗試合の最初の課題はネビス峡谷のスティール滝とブラック・ロック渓谷で撮影された。「黒い湖」を舞台にした第2の課題では、役者を吊り下げ風を当てて水中を再現する「ドライ・フォー・ウェット」と呼ばれる手法を制作者は試したが、「髪の毛が納得のいくように波打たない」ことが判った。その結果、この一連の場面は大きな水中タンクで撮影され、役者たちはスタント・コーディネーターのグレッグ・パウエルの監督のもとで、スクーバダイビングの講習を受けて準備をした。ダニエル・ラドクリフはこの場面のために6ヶ月間のトレーニングを受け、撮影にかかった3週間で40時間以上水中で過ごした:11。

### 音楽
『ハリー・ポッター』映画の最初の3作を作曲したジョン・ウィリアムズは、多忙なスケジュールのため、4作目には復帰できなかった。『白馬の伝説』や『フェイク』でマイク・ニューウェルと一緒に仕事をしたパトリック・ドイルがジョン・ウィリアムズに代わって作曲家として参加した。当初、ドイルはウィリアムズの素材を使って作成するという要求だったが、最終的にはシリーズのライトモティーフである『ヘドウィグのテーマ』のみ以前の楽譜から残された。本作の作曲を担当するとまで報道されていたパルプのリードシンガー、ジャーヴィス・コッカーは、『大いなる遺産』のサウンドトラックで一緒に仕事をしたドイルから、魔法使いのロックバンドのための歌を作るよう頼まれたミュージシャンの1人だった。ドイルがコッカーの作曲を選ぶと、彼やレディオヘッドのジョニー・グリーンウッドやフィル・セルウェイといったイギリスのミュージシャンが、架空のバンドが演奏するために選ばれ、ともにサウンドトラックの曲を演奏し、映画にもカメオ出演した
また、オーケストレーターとして日本人のYouki Yamamotoが参加している。

## 原作本との違い

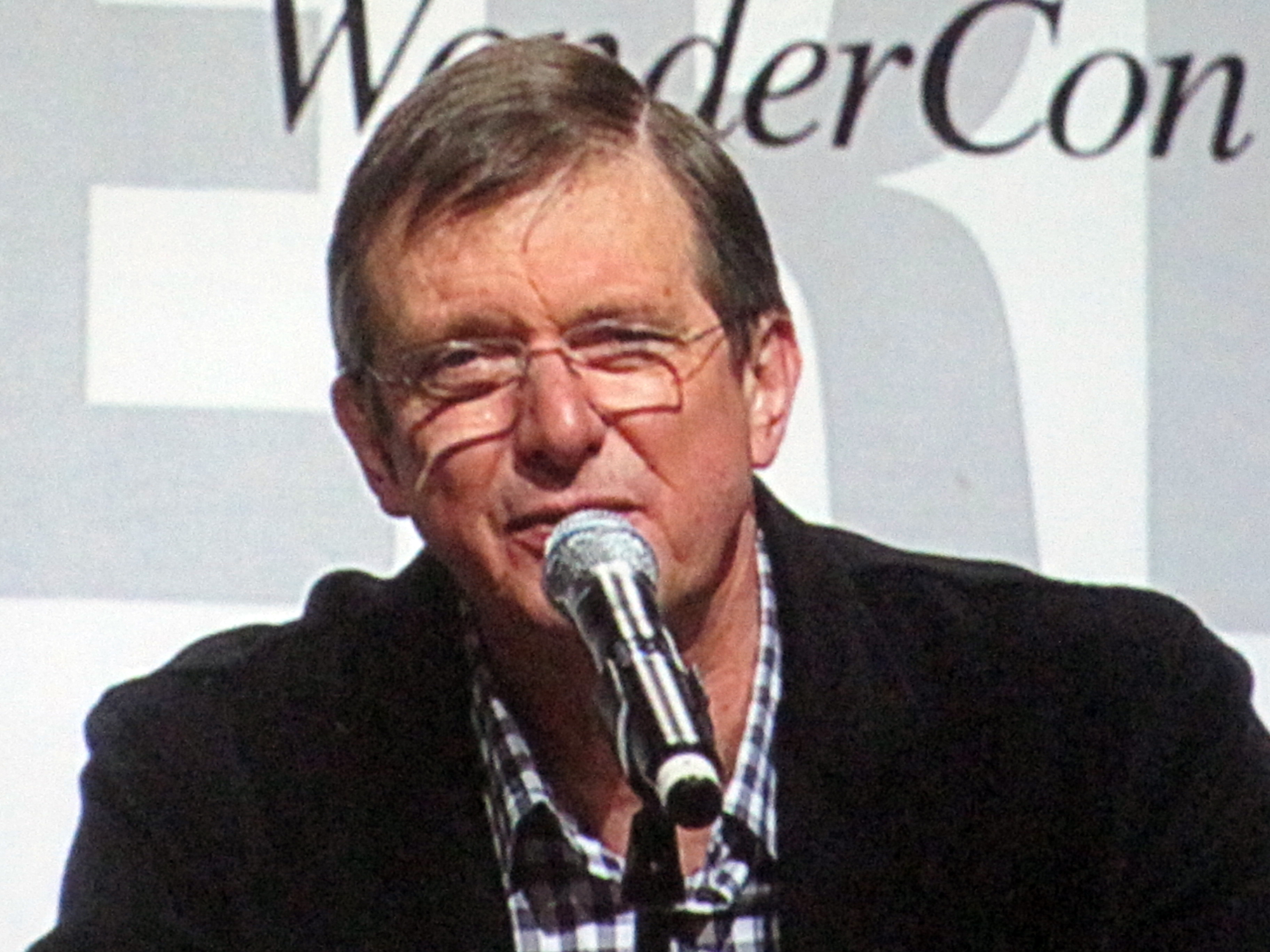
マイク・ニューウェル監督は、この本を「家のレンガのように大きい」と言い表した。

『炎のゴブレット』の小説は『アズカバンの囚人』のほぼ2倍の長さがあるため、脚本家とプロデューサーは原作を映画へ移行するために、特定の場面や構想を減らした。監督のマイク・ニューウェルは、この問題を「巨大な本を映画の範囲に圧縮すること」の1つと説明した。これはハリーと彼の旅に直接関係のない、小説の構成要素をすべて「脇に置く」ことで達成された。
『炎のゴブレット』は、映画化された作品の中でプリベット通りから始まらない初めての作品である。冒頭の一連の場面のあとに、ハリーはクィディッチ・ワールドカップの朝、ロンの実家「隠れ穴」で目を覚ます。
クィディッチ・ワールドカップの試合は時間の関係で削除され、突然時間が飛ぶ形となった。これを一部の批評家がぎこちない、または「慌ただしい」とみなした。原作では、ハリーとウィーズリー家の多くはアイルランドを応援しているが、映画の中ではハリーとロンはブルガリアを応援している。ただしそれでも、2人はブルガリアのシーカーであるビクトール・クラムを称賛する。
その他の場面は、最も重要な話の詳細だけが含まれるように短縮、統合された。例えば、「憂いの篩」（うれいのふるい）でハリーが目撃した3つの死喰い人（デスイーター）裁判は、1つの一連の場面に統合されている。ビル・ウィーズリー、チャーリー・ウィーズリー、ルード・バグマン、ウィンキー、ナルシッサ・マルフォイ、およびバーサ・ジョーキンズについてはすべて登場せず、本来ハリーが第2の課題で鰓昆布を手に入れるのを助ける立場にあるドビーも登場しない。ドビーの代わりに、この場面はネビル・ロングボトムが関わるように変更された。リータ・スキーターが違法で未登録の動物もどきであることが明らかになる最後の列車の場面はない。ハリーが賞金1,000ガリオンを受け取ることも手放すことも描かれていない。シリウス・ブラックのすべてのセリフは、たった1度の暖炉での会話に凝縮されている。クラウチ・ジュニアがアズカバンに連れ戻される場面は、コーネリウス・ファッジが呼び出した吸魂鬼（ディメンター）によって「殺された」原作と異なる。また、ファッジがヴォルデモートの復活について信じることを拒否する会話もなく、これは次回作での説明に持ち越されている。

## 配給

### マーケティング
この映画は、2005年5月7日の『ハリー・ポッターと秘密の部屋』のテレビ初放映の際、ABCで独占初公開された。最初の予告編は2005年5月8日にオンラインで公開された。国際版の予告編は2005年8月23日にオンラインで初登場した。
ビデオゲーム版は、英国EA社により設計され、2005年11月8日に発売された。マテル社は、この映画に基づいたアクションフィギュアやアーティファクトなどを発売した。これら中には、4本の映画に関連する1,000問以上の問題を収録した『Harry Potter Scene It?』の初版があった。

### 劇場公開
『炎のゴブレット』は、その暗いテーマ、空想暴力、脅威、恐怖の映像のため、BBFCにより12A指定（12歳以上推奨）をされたシリーズ初の作品である。アメリカでは、「一連の空想暴力と恐怖の映像」のためMPAAによりPG-13指定を受けた。オーストラリアでは、ACBが「中程度の暗いテーマ」「中程度の空想暴力」のためM（Mature: 成熟）に分類した。
『炎のゴブレット』は、従来型の劇場とIMAXで同時公開されたシリーズで2作目の作品である。『Harry Potter and the Goblet of Fire: The IMAX Experience』と呼ばれるこの映画は、IMAXとワーナー・ブラザース・ピクチャーズとの間で設定された「商業成長戦略」に加わるため、35mm版からIMAX用にデジタルリマスターされた。
この映画は、イギリスとアメリカで2005年11月18日に公開されてから2週間以内にほとんどの国で公開され、オーストラリアでは2005年12月1日に公開された。アメリカでは、この映画はIMAXスクリーンを含む最大3,858の劇場で上映された。
2005年11月6日、イギリス ロンドンでこの映画のワールド・プレミアが開催された。この試写会では、火を噴くハンガリー・ホーンテールのアニマトロニクスが登場した。最初の課題の前にハグリッドがハリーを夜の森に案内する場面で使われた全長40フィートのドラゴンは、本作の特殊効果スーパーバイザーであるジョン・リチャードソンとクリーチャー・エフェクトおよびメイクアップ・スーパーバイザーであるニック・ダッドマンによって設計・製作された:10。

### 映像ソフト
この映画は、2006年3月7日に北米でDVD版が発売された。1枚組と2枚組のほか、その当時までに制作された全4作品を収録した8枚組のDVD BOXも発売された。特典ディスクには、3つのインタラクティブ・ゲームと7つの舞台裏が収録されている。また、本作はPSP用のUMD形式でも発売された。
VHSの発売は少なくともニュージーランドとフィンランドで行われ、映画はフルスクリーンで収録された。
北米での発売初日には500万枚以上を売り上げ、初日の販売でシリーズ最高を記録した。また最初の1週間で、ワイドスクリーン版とフルスクリーン版のDVDを合わせて900万枚以上を売り上げた。
イギリス版は2006年3月20日にDVDで発売され、発売初日に1秒間で6枚を売り上げ、イギリスにおけるDVDの史上最速の売り上げとなった。オフィシャル・チャート・カンパニーによると、このDVDは初週だけで140万枚を売り上げたという。また、北米の2枚組版と同様の特典を付けた2枚組版も発売された。
このDVDは、史上最速で売れたDVDとしてギネス世界記録を保持している。この成果は、2007年版ギネス世界記録に追加され、2006年4月にリーブスデン・スタジオにおける『不死鳥の騎士団』の撮影現場でダニエル・ラドクリフに賞を授与している写真が掲載されている。
アメリカでは、ハリー・ポッター映画の最初の5作が2007年12月11日にHD DVDとBlu-ray Discで発売された。4作目はその後、『Harry Potter: Complete 8-Film Collection』や『Harry Potter Wizard's Collection』など、シリーズで発売されたその他の作品を含むボックスセットが多数発売されている。舞台裏映像、予告編、追加シーン、長編スペシャル『Creating the World of Harry Potter Part 4: Sound & Music』が収録された、『炎のゴブレット』アルティメット・エディションが2010年10月19日に発売された。アルティメット・エディションには含まれていないが、約167分のエクステンデッド・バージョンが一部のテレビ放送で放映された。
日本ではワーナー・ブラザース・ホームエンターテイメントよりブルーレイ、DVDが発売。
- ハリー・ポッターと炎のゴブレット 期間限定生産版（DVD1枚組、2006年4月21日発売）
- ハリー・ポッターと炎のゴブレット 特別版（DVD2枚組、2006年4月21日発売）
- 【初回限定生産】ハリー・ポッター 第1章〜第4章 お買い得パック（DVD4枚組、2007年11月21日発売）
- ハリー・ポッターと炎のゴブレット ブルーレイ（1枚組）
- 【数量限定生産】ハリー・ポッターと炎のゴブレット アルティメット・コレクターズ・エディション（3枚組、ブルーレイとDVDでリリース、2011年4月21日発売）
- ハリー・ポッターと炎のゴブレット コレクターズ・エディション（Blu-ray版、DVD版共に3枚組、2016年3月23日発売）
- ハリー・ポッターと炎のゴブレット 〈4K ULTRA HD&ブルーレイセット〉（3枚組、2017年12月20日発売）

## 評判

### 興行成績
北米で初日に4000万ドルの興行収入を得たあと3週間1位に留まった『炎のゴブレット』は、20週間にわたって劇場で上映され、2006年4月6日に最終日を迎えた。この映画は、アメリカで5月以外の公開週末で最高の興行収入となるなど数々の記録を打ち立て、またイギリスでは公開週末に1490万ポンドの収益を上げたが、この記録は2008年のジェームズ・ボンド映画『007/慰めの報酬』の1540万ポンドに抜かれた。『炎のゴブレット』は、北米での公開週末の興行収入が1億270万ドルとなり、シリーズの初週最高記録を更新するとともに、2009年に『ニュームーン/トワイライト・サーガ』に抜かれるまで、11月の週末公開映画として最高を達成した。それは『ハリー・ポッターと賢者の石』の公開週末のチケット販売と同じくらいだった。この映画のシリーズ記録は、その後2010年に『ハリー・ポッターと死の秘宝 PART1』の初週1億2500万ドルに抜かれ、『ハリー・ポッターと死の秘宝 PART2』は公開週末
|に1億6910万ドルで続いた。『炎のゴブレット』の初公開は、史上4番目の初週1億ドルを記録し、2011年現在、史上17番目の公開週末記録となっている。中国本土では、この映画は9300万元を売り上げた。
『炎のゴブレット』は全世界で約8億9700万米ドルの収益を上げ、2005年に公開された世界中の作品の中で最高の興行収益を記録した。
IMAX劇場シアターに限れば、この映画は全世界の総興行収入で20,033,758米ドル、スクリーンごとの累積平均興行収入で188,998ドルをあげ、デジタルリマスター版の2D IMAX公開として新記録を達成し新しい節目となった。
2006年1月、『炎のゴブレット』は『ハリー・ポッターと秘密の部屋』（2002年）を超えて全世界で第8位の興行収入の映画となり、また『賢者の石』に続いて『ハリー・ポッター』シリーズで第2位の興行収入の映画となった。2011年現在、『賢者の石』、『不死鳥の騎士団』および『謎のプリンス』、『死の秘宝 PART1』および『死の秘宝 PART2』に続いて『ハリー・ポッター』映画で第6位の興行収入となっている。
この映画は2005年の北米の興行成績は2億9,000万ドルで、どちらの映画も世界的に『ハリー・ポッターと炎のゴブレット』に及ばないものの、『スター・ウォーズ エピソード3/シスの復讐』および『ナルニア国物語/第1章: ライオンと魔女』に続いて3位となった。

### 批評家の反応
Rotten Tomatoesでは、この映画は255件のレビューを基に88%の支持を得ており、平均評価は7.4/10となっている。同サイトの『批評家の総意（CRITICS CONSENSUS）』では、「主人公たちは十分に成長し、映画制作者も同様に技術を向上させている。鮮やかな特殊効果と確かな演技が、ハリー・ポッターの映画の中で最も複雑な作品になっている」と解釈している。Metacriticでは、38人の批評家に基づくこの映画の加重平均スコアは100点満点中81点であり、「普遍的な称賛」（universal acclaim）を示している。CinemaScoreによる調査では、観客はA+からFの評価基準で平均「A」を与えた。
「ニューヨーク・デイリー・ニュース」紙は、この映画のユーモアと暗い雰囲気の両方を称賛した。若い俳優たちが「より広い繊細な感情」を表現している称賛され、特にダニエル・ラドクリフは『バラエティ』誌に「深みのある繊細な演技」をしたと紹介された。新しい出演者たちも称賛された。ブレンダン・グリーソンによるマッド-アイ・ムーディの演技は「生き生きしている」、ミランダ・リチャードソンのリータ・スキーターの場面は「素晴らしい」、そしてレイフ・ファインズによるヴォルデモート卿の演技は「荘厳な悪役」と表現された。
特にハリー、ロン、ハーマイオニーの成長は、ほとんどの批評家に感銘を与えた。これまでの作品では主要な登場人物は子供として描かれていたが、USAトゥデイ紙のある批評家によれば「彼らは（『炎のゴブレット』で）少しだけティーンエイジャーに移り変わっている」という。ワシントン・ポスト紙のデッソン・トムソンは、この映画を「おそらくこれまでのポッターシリーズの中で、最も魅力的な映画」と評した。ウォール・ストリート・ジャーナル紙のジョー・モーゲンスターンは、「このスタジオは、勇敢なハリーのように、やすやすと成し遂げた。クローヴス氏による巧妙な脚本に基づいたマイク・ニューウェル監督の新作は、著しく暗いだけでなく、さらに豊かで充実している。この映画の良さは、まさに怖いくらいだ。」と述べている。
否定的な批評には、アリゾナ・リパブリック紙が「あまりにも出来事が多すぎる」と評し、CNN.comが「不格好でまとまりがない」と評したように、この映画のテンポに対するものが含まれる。また、多くの脇役の出番が少なかったことも批判の対象となった。この映画は、エンターテインメント・ウィークリー誌の「ハイスクール映画ベスト50」の36位に選ばれ、ローリングは「ファンタジーと学園小説という2つの文学の伝統」を巧みに融合したと称賛された。

### 受賞歴
この映画は、第78回アカデミー賞のアカデミー美術賞にノミネートされた。2006年のティーン・チョイス・アワードでは、この映画はドラマ映画賞を受賞した。この映画は英国アカデミー賞プロダクションデザイン賞を受賞し、『ハリー・ポッター』作品として初めて英国アカデミー賞を受賞した。
2006年キッズ・チョイス・アワードでは、『ハリー・ポッター』作品で唯一、フェイバリット映画賞を受賞した。

## テレビ放映
| 回数 | 放送局     | 放送枠                            | 放送日         | 放送時間      | 放送分数 | 平均世帯 視聴率 | 備考                                                                                   |
| ---- | ---------- | --------------------------------- | -------------- | ------------- | -------- | --------------- | -------------------------------------------------------------------------------------- |
| 1    | フジテレビ | 土曜プレミアム                    | 2009年1月17日  | 20:03 - 23:10 | 187分    | 20.1%           | 地上波初放送 57分拡大、57分繰上げ                                                      |
| 2    | フジテレビ | 土曜プレミアム                    | 2010年8月28日  | 21:00 - 24:05 | 185分    | 12.5%           | 55分拡大                                                                               |
| 3    | テレビ朝日 | 日曜洋画劇場                      | 2011年7月10日  | 21:00 - 23:29 | 149分    | 12.0%           | 35分拡大                                                                               |
| 4    | 日本テレビ | 金曜ロードSHOW! →金曜ロードショー | 2013年8月16日  | 21:00 - 23:29 | 149分    | 13.8%           | 35分拡大                                                                               |
| 5    | 日本テレビ | 金曜ロードSHOW! →金曜ロードショー | 2015年6月12日  | 21:00 - 23:24 | 144分    | 15.6%           | 30分拡大                                                                               |
| 6    | 日本テレビ | 金曜ロードSHOW! →金曜ロードショー | 2017年10月27日 | 21:00 - 23:24 | 144分    | 10.4%           | 30分拡大                                                                               |
| 7    | 日本テレビ | 金曜ロードSHOW! →金曜ロードショー | 2021年11月26日 | 21:00 - 23:24 | 144分    | 9.2%            | 30分拡大 ハリーポッターシリーズ映画化20周年記念                                        |
| 8    | TBSテレビ  | （なし）                          | 2023年3月17日  | 19:00 - 22:00 | 180分    | 4.9%            | 映画本編終了後、舞台「ハリー・ポッターと呪いの子」主要キャストによるトーク企画を放送。 |

- 視聴率はビデオリサーチ調べ、関東地区・世帯・リアルタイム。

## 訴訟
映画の準備期間に、ワーナー・ブラザースは『ハリー・ポッター』バンドに『The Weird Sisters（ウィアード・シスターズ）』（妖女シスターズ）という名前を使う許可をして貰うよう、Wyrd Sisters（ウィアード・シスターズ）と呼ばれるカナダのフォーク・バンドに申し入れた。取引が成立しなかったため、そのカナダのバンドは、本作の北米配給会社であるワーナー・ブラザーズと、作品内のバンド・メンバー（レディオヘッドやパルプのメンバーなど）に対し、彼らのグループ名の不正利用のかどで4000万米ドルの訴訟を起こした。（削除された場面には、妖女シスターズは単に「the band that needs no introduction」（紹介不要のバンド）と紹介されている。）またそのカナダのバンドは、同名の架空のロックバンドによる演奏が含まれているとして、自国での映画公開の差し止めを請求した。オンタリオ州の裁判官はこの申し立てを却下し、さらなる論争を避けるためにワーナー・ブラザーズは映画の中や多くの派生商品でバンドの名前を出さないようにした。しかし、そのカナダのウィニペグを拠点とするバンドは訴訟を継続した。リードボーカルのKim Barylukは「消費者は、カナダの小さく無名なバンドが『ハリー・ポッター』のバンド名をコピーすることで『ハリー・ポッター』の名声に便乗しようとしていると思い込みますが、実際には逆です」と主張した。差止請求は却下され、そのバンドには訴訟費用の支払いが命じられた。2010年現在、この訴訟は和解しており、その詳細は秘密にされている。